# Gerfrid G. W. Müller
Gerfrid G. W. Müller (* 1960) ist ein deutscher Altorientalist.

## Leben
Müller studierte 1980 Assyriologie, Semitistik und Volkswirtschaftslehre an der Ruprecht-Karls-Universität Heidelberg und von 1984 bis 1986 Keilschriftkunde, Semitistik, Japanisch und Wirtschaftsgeschichte an der Universität Hamburg. Er hielt sich 1986 für einen Studienaufenthalt am Oriental Institute in Chicago auf und kehrte danach an die Universität Heidelberg zurück. 1988 gründete er den Heidelberger Orientverlag mit. Er wurde in Heidelberg bei Karlheinz Deller in Assyriologie 1990 promoviert. Von 1991 bis 1997 war er Wissenschaftlicher Assistent am Altorientalischen Seminar der Westfälischen Wilhelms-Universität Münster, Mitglied des Fachbereichsrates und des Fakultätsrats sowie Datenverarbeitungs-Administrator des Fachbereiches. Die Deutsche Forschungsgemeinschaft förderte ihn von 1997 bis 2000 mit einem Habilitationsstipendium. 1998 hielt er Lehrveranstaltungen an der Universität Kairo auf Einladung der dortigen Fakultät für Altertumswissenschaften. Seit der Habilitation in Münster 2001 mit der Habilitationsschrift Inflation in Babylon. Untersuchungen zur Wirtschafts- und Sozialgeschichte Babyloniens vom ausgehenden 6. bis zum Beginn des 4. Jahrhunderts v. Chr. ist er Koordinator und technischer Direktor der Forschungsgruppe Webgestützte Forschungskooperation an der Universität Würzburg und technischer Leiter und Organisator des Hethitologieportals Mainz.
Seit 2007 ist er Sachverständiger der IT-Kommission der Akademie der Wissenschaften und der Literatur in Mainz. Er wurde 2008 nach Würzburg für das Fach Altorientalistik umhabilitiert. Er vertrat 2008 den Lehrstuhl an der Freien Universität Berlin. Er war von 2008 bis 2012 Leiter des DFG-Projektes Systematische Bibliographie in Kooperation mit Jana Siegelová. Seit 2009 ist er Vorsitzender des Personalrats der Akademie der Wissenschaften und der Literatur Mainz. Seit 2010 ist er zusammen mit Jörg Klinger Leiter des Projektes Ortsnamen der Hethiter im Gemeinschaftsprojekt mit dem Exzellenzcluster Topoi. Von 2010 bis 2012 war er zusammen mit Mark Weeden Leiter des Gemeinschaftsprojekt The Palaeography of Cuneiform Transmission: Old Hittite and Alalakh VII, gefördert von der British Academy. Seit 2012 ist er Projektkoordinator des Projektes 3D-Joins und Schriftmetrologie des Bundesministeriums für Bildung und Forschung.
Seine Forschungsschwerpunkte sind Akkadistik, altorientalische Wirtschafts- und Sozialgeschichte, historische Geographie, digitale Infrastrukturen und Erfassungsmethoden für Keilschrifttexte und Computerphilologie.

## Schriften (Auswahl)
- Studien zur Siedlungsgeographie und Bevölkerung des Mittleren Osttigrisgebietes (= Heidelberger Studien zum alten Orient. Band 7). Heidelberger Orientverlag, Heidelberg 1994, ISBN 3-927552-19-4 (zugleich Dissertation, Heidelberg 1990).
- Texte aus der Umwelt des Alten Testaments. Band III, Lieferung 4: Mythen und Epen. Mohn, Gütersloh 1994, ISBN 3-579-00075-6.
- Londoner Nuzi-Texte (= SANTAG. Arbeiten und Untersuchungen zur Keilschriftkunde. Band 4). Harrassowitz, Wiesbaden 1998, ISBN 3-447-04040-8.
- mit Silvin Košak: Konkordanz der hethitischen Keilschrifttafeln. Die Indizes (Hethitologie Portal Mainz – Materialien. Band 5)  Harrassowitz, Wiesbaden 2005, ISBN 3-447-05283-X.
- als Herausgeber mit Eva Cancik-Kirschbaum und Jörg Klinger: Diversity and standardization. Perspectives on social and political norms in the ancient Near East. Akademie-Verlag, Berlin 2013, ISBN 3-05-005756-4.
- als Herausgeber mit Elena Devecchi und Jana Mynářová: Current research in cuneiform palaeography. Proceedings of the workshop organised at the 60th Rencontre Assyriologique Internationale, Warsaw 2014. PeWe-Verlag, Gladbeck 2015, ISBN 3-935012-18-7.
- als Herausgeber: Liturgie oder Literatur? Die Kultrituale der Hethiter. Workshop an der Akademie der Wissenschaften und der Literatur Mainz, 2.-3. Dezember 2010 (= Studien zu den Boğazköy-Texten. Band 60). Harrassowitz, Wiesbaden 2016, ISBN 978-3-447-10627-6.